# Camponotus bayeri
Camponotus bayeri är en myrart som beskrevs av Auguste-Henri Forel 1913. Camponotus bayeri ingår i släktet hästmyror, och familjen myror. Inga underarter finns listade.

## Bildgalleri

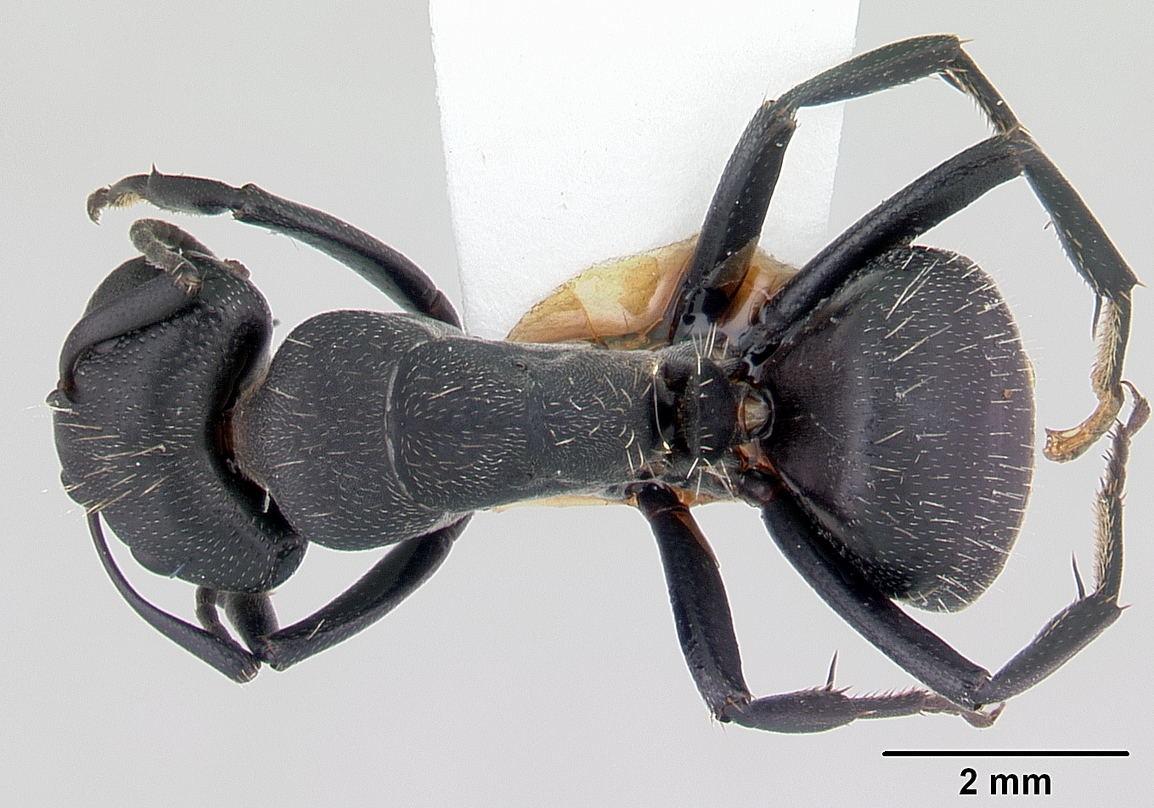
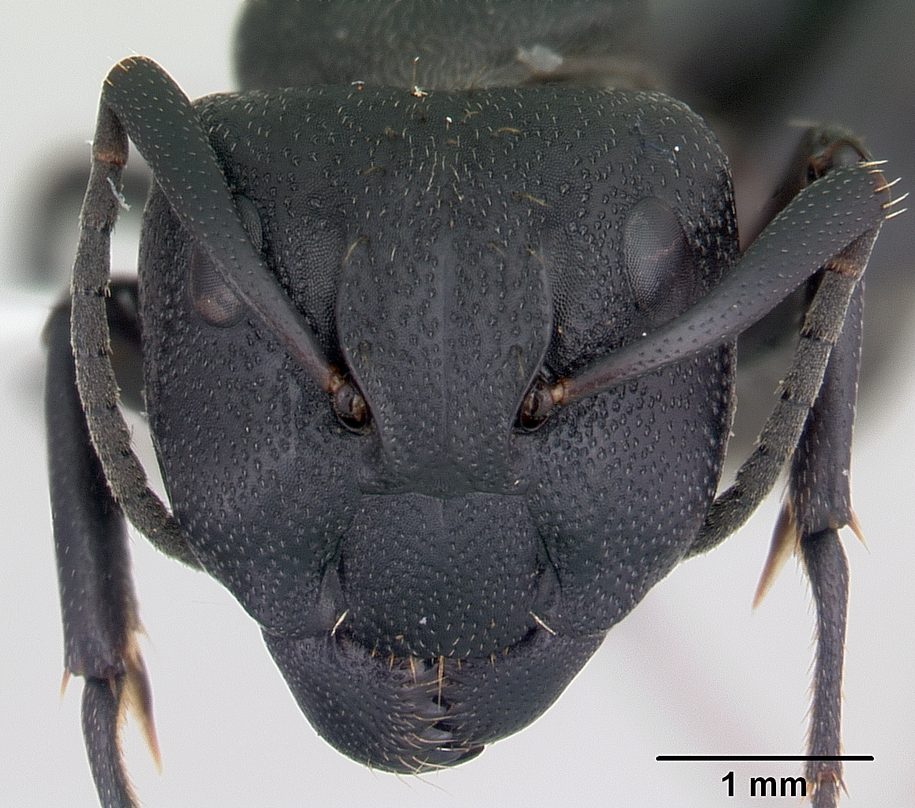
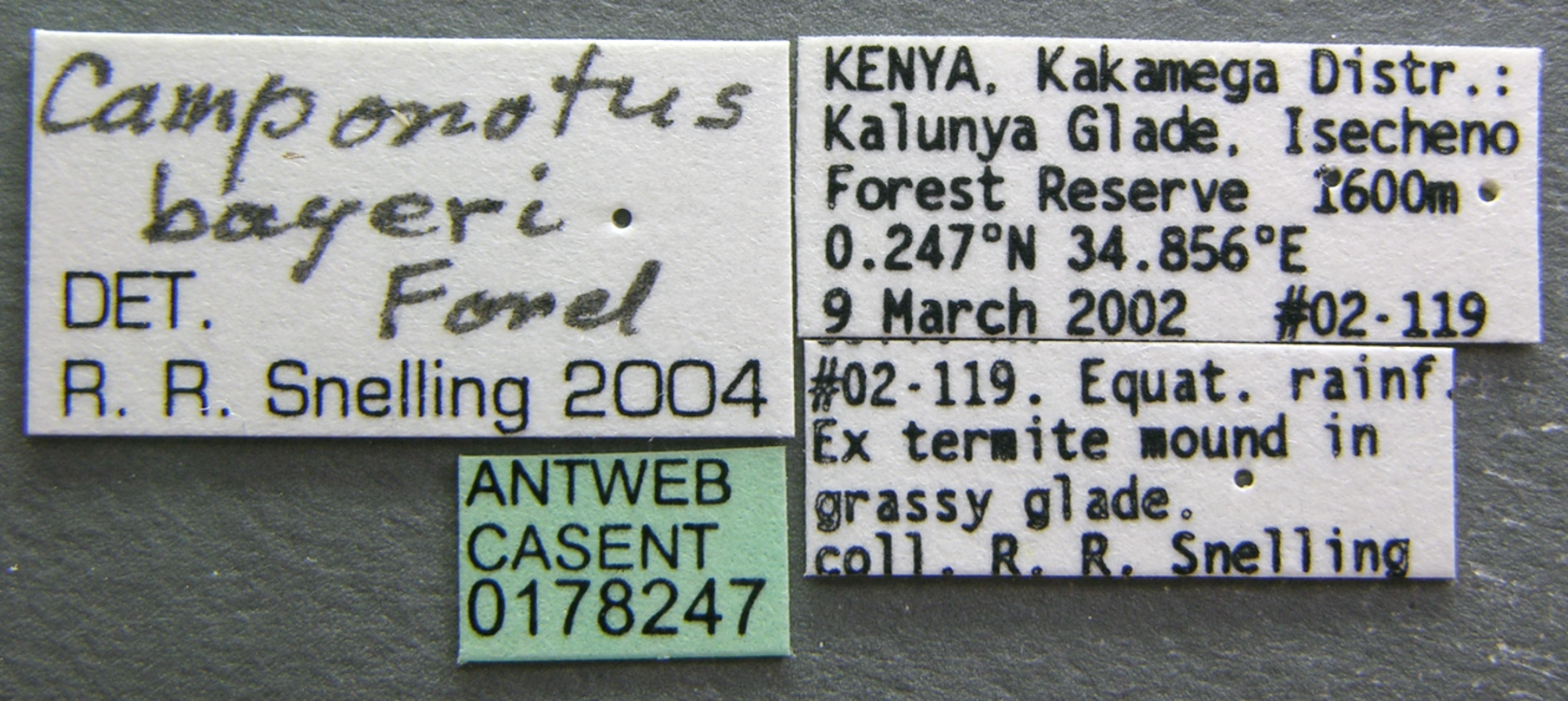
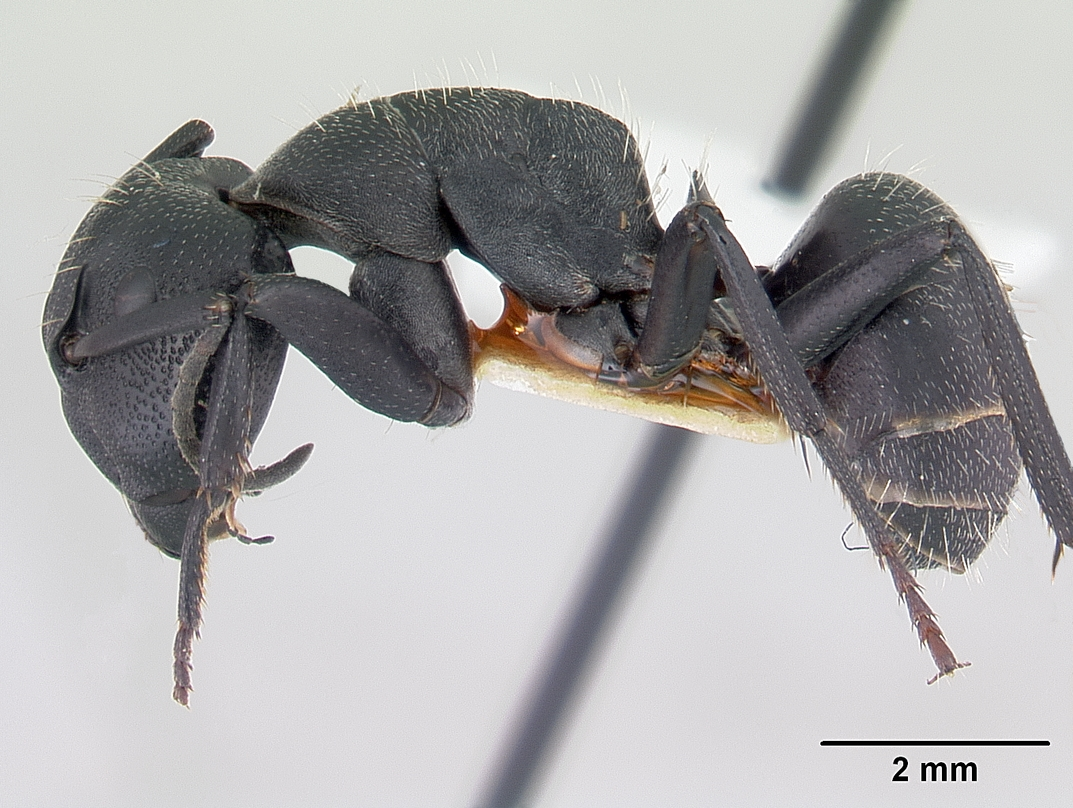
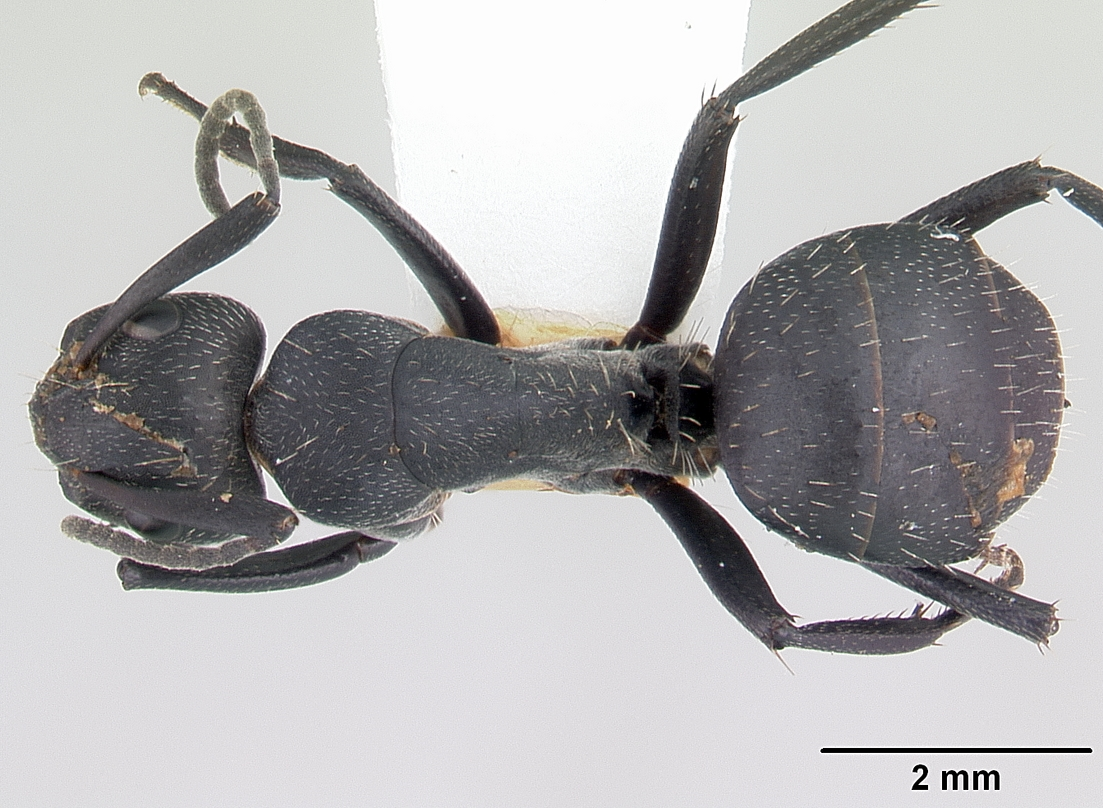
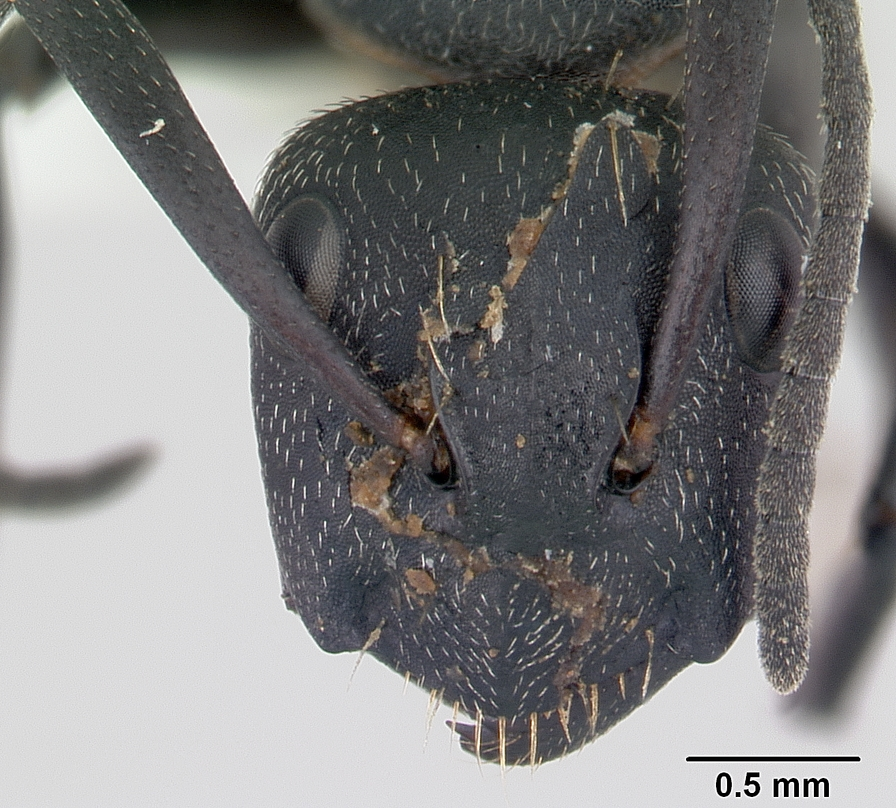